# Camelia Macoviciuc
Camelia Macoviciuc-Mihalcea (ur. 1 marca 1968) – rumuńska wioślarka. Złota medalistka olimpijska z Atlanty.
Zawody w 1996 były jej pierwszymi igrzyskami olimpijskimi. Triumfowała w rywalizacji dwójek wagi lekkiej. Partnerowała jej Constanța Burcică. W tej samej konkurencji była mistrzynią świata w 1999 i brązową medalistką tej imprezy w 1997 i 1998. Brała udział w IO 2004.